# 崔慶綠
崔 慶綠（チェ・ギョンロク、朝鮮語: 최경록, 1995年3月15日 - ）は、大韓民国のサッカー選手。

## 経歴
U-14、U-15韓国代表でプレーした経歴があり、攻撃的MFとして知られている。亜洲大学校を経て、2013年、2. ブンデスリーガに所属するFCザンクトパウリのユースチームに入団し、U-17、U-19に所属した。ユース時代に車範根から直接指導を受けたという。U-19では2013-2014シーズンで5ゴール5アシストを記録した。2014年1月26日にプロ契約を締結した後、チームで本格的なプレーを始めた。
2015年4月6日に開催された2014-15 2.ブンデスリーガ第27節フォルトゥナ・デュッセルドルフ戦で先発出場し、トップチームデビューを果たした。この試合で2ゴール1アシストを記録し、4-0とチームの勝利に貢献した。当時バイエル・レバークーゼンに在籍していた柳承佑と共に1部デビューを夢見る有望株とされ、学生時代にエリートでなくても、ヨーロッパ進出が可能であることを見せてくれた選手として扱われている。
2018年5月にカールスルーエSCに3年契約で加入した。
2024年1月、10年間過ごしたドイツを離れ、Kリーグ1の光州FCに加入した。